# Quốc lập Vườn quốc gia Biển Niseko-Shakotan-Otaru
Quốc lập Vườn quốc gia Biển Niseko-Shakotan-Otaru (ニセコ積丹小樽海岸国定公園 Niseko-Shakotan-Otaru Kaigan Kokutei Kōen) là một khu bảo tồn được coi như là vườn quốc gia nằm ở khu vực Shiribeshi, Hokkaidō, Nhật Bản. Nằm bên bờ biển Nhật Bản, Khu bảo tồn biển  bao gồm phía tây và bờ biển phía bắc của bán đảo Shakotan kéo dài từ Kamoenai tới Otaru. Nó cũng bảo vệ các khu vực xung quanh Núi Raiden và Nhóm Núi lửa Niseko. Được thành lập vào năm 1963, khu vực bảo vệ một số loài động thực vật quý hiếm, trong đó phải kể đến Anh đào, Hải quỳ, Cá mập trắng lớn, Cá bướu, sứa hay động vật thân mềm.